# España Circo Este
España Circo Este est un groupe italien de rock indépendant. Formé en 2013, le style musical contient de nombreuses influences du reggae, de l'Amérique latine et des musiques du monde.

## Histoire

### Débuts (2013–2016)
Formé en 2013, España Circo Este sort à la fin de l'année son premier EP intitulé Il Bucatesta sur le label RedLed Records (Super Elastic Bubble Plastic, A.D. et Wah Companion). L'album est suivi d'une tournée de plus de 100 dates en Italie et en Espagne.
La revolución del amor⋅ sort le 16 janvier 2015, également produit par Treid Records et distribué par Goodfellas Int / Believe Digital. De janvier à septembre, le groupe effectue une tournée européenne qui le mène en Italie, en Suisse, en Autriche, au Danemark, en Allemagne et en République tchèque. Au cours de l'été de la même année, ils sont invités par Manu Chao et Gogol Bordello en tant que groupe de soutien officiel pour leurs tournées italiennes. Ils jouent également aux côtés de Dubioza kolektiv, HeyMoonShaker et Shaggy. Fin octobre 2015, España Circo Este présente le single Margherita mia ; pendant trois semaines, la chanson est dans le Top 20 du classement national des radios indés. En décembre 2015, España Circo Este, avec la chanson La revolucion del amor, sont invités à l'émission Caterpillar AM sur Radio Rai, et participent avec un caméo à la série télévisée Tutto può succedere sur Rai 1.
En 2016, ils entament une deuxième tournée européenne. La tournée s'arrête à certains des festivals européens les plus importants, tels que Home Festival à Trévise, Hafenfest à Hambourg, Breminalia à Brême, Passpop et Lowlands aux Pays-Bas (le premier groupe italien invité depuis plus de 20 ans à ce festival hollandais historique).

### Scienze della maleducazione(2017–2019)
Le 20 janvier 2017, ils sortent leur deuxième album Scienze della maleducazione en Italie chez Garrincha Dischi, en Espagne, en France et au Portugal chez Ventilador Music et en Allemagne, en Autriche et en Suisse chez T3 Records à Berlin. Le 18 octobre 2017, l'album live Tour della Maleducazione est publié.
Le 7 avril 2017, une version deluxe de l'album Marassi d'Ex-Otago est publiée ; le groupe collabore à une réinterprétation du titre Non molto lontano. En décembre 2017, ils entrent en studio pour enregistrer, avec Loris Ceroni, lauréat de plusieurs Latin Grammy Awards, un album entièrement chanté en espagnol qui sortira en juin 2018 en Amérique du Sud. Ce projet d'enregistrement fait intervenir la pop star mexicaine Flor Amargo. Le 10 novembre 2017, le groupe sort le titre Chiapas avec Punkreas, Frank Agrario, Teta Mona et COSTA! Ce titre fait partie de l'album Garrincha Loves Chiapas, dont les recettes sont entièrement reversées aux communautés du Chiapas.
En 2018 et 2019, le groupe s'engage dans une nouvelle tournée à l'étranger : plus de 80 concerts de mars 2018 à septembre 2019 dans pas moins de 9 pays différents (États-Unis, France, Espagne, Autriche, Suisse, Allemagne, Pays-Bas, République tchèque, Hongrie), avec notamment des apparitions au festival South by Southwest d'Austin (Texas), au Mundial Festival et MadNes Festival aux Pays-Bas et au Sziget Festival de Budapest, en Hongrie.

### DeMachu PicchuàUshuaia(2019–2023)
Le 22 octobre 2019 sort le single Cento Metri, suivi le 9 décembre par le deuxième single La mia Rivolta, et peu après par la chanson Se la cantiamo ci passerà, anticipant la sortie de leur troisième album studio, intitulé Machu Picchu, publié le 20 mars 2020 par Garrincha Dischi et produit par Fabio Gargiulo. La sortie de l'album, d'abord prévue pour mars 2020, est reportée à la fin de l'automne 2020, le 6 novembre, en raison de la pandémie de Covid-19 et du confinement qui en découle. Durant l'été 2020, le groupe organise une mini-tournée acoustique de dix dates intitulée Serenate Didattiche a Distanza. Entre avril et septembre 2020, le groupe sort d'autres singles du nouvel album Machu Picchu. Le 18 décembre 2020, ils publient avec les Garrincha Star All-Stars pour la Garrincha Mixtape Vol. 9 une reprise de la chanson Sentimiento nuevo de Franco Battiato.
Le clip de Dormo poco e sogno molto, réalisé par le réalisateur Paolo Santamaria, remporte — entre la fin de l'année 2020 et les premiers mois de l'année 2021 — les prix du « meilleur clip musical » au Venezia Shorts Italy 2020, au Laurus Film Festival (Moldavie, Kazakhstan et Biélorussie) et aux Rome Independent Prisma Awards (Italie), et le prix du « meilleur réalisateur » aux Best Film Awards 2020 London.
Le groupe fait son retour sur la scène en 2022, en publiant trois singles anticipés de leur quatrième album studio Ushuaia, sorti le 20 mai 2022. En 2023, ils sortent l'album live Da Machu Picchu a Ushuaia : Il Bootleg, enregistré au Botanique de Bologne durant l'été 2022. Après la sortie de l'album, ils entament une tournée d'été qui marque la fin de l'ère commencée avec Machu Picchu.

### Canzoni per la decrescita felice(depuis 2024)
En avril 2024, ils annoncent la sortie d'un nouveau single, Addio Paura, en collaboration avec le groupe italien Modena City Ramblers. La chanson est suivie un mois plus tard par Vino in cartone (Canzone per la decrescita felice), et en novembre par le single La mia preghiera, en collaboration avec le groupe de Pordenone Sick Tamburo. La mia preghiera raconte l'inondation de l'Émilie-Romagne en 2023. Quelques semaines plus tard, le groupe annonce une nouvelle tournée dans les clubs italiens, pour les premiers mois de 2025, au cours de laquelle leur cinquième album sera présenté en avant-première. 
Le 13 décembre 2024, Pizza cuore family, le quatrième single de leur cinquième album, est publié, suivi peu après par la chanson Vederti ancora. L'album Canzoni per la decrescita felice sort le 14 mars 2025,.

## Membres

### Membres actuels
- Marcello « Marcelo » Putano - chant, guitare (depuis 2013)
- Giammarco « Jimmy » Tassinari - batterie, percussions, chœurs (depuis 2013)
- Francesco « Ponz » Pontillo - basse, guitare, synthétiseurs, chœurs (depuis 2016)
- Matteo « Don » Bertani - violon, accordéon, guitare, chœurs (depuis 2016)

### Membre de tournée
- Paolo « Pablo » Barigazzi - trompette, trombone, chœurs, tambourin, mélodica (depuis 2021)

### Anciens membres
- Señor Missi - violon, accordéon (2013–2016)
- Felix - basse (2014–2016)
- Zedda - batterie (2013)

## Discographie

### Albums studio
- 2015 : La revolución del amor
- 2017 : Scienze della maleducazione
- 2020 : Machu Picchu
- 2022 : Ushuaia
- 2025 : Canzoni per la decrescita felice

### Albums live
- 2017 : Tour della maleducazione
- 2023 : Da Machu Picchu a Ushuaia: Il Bootleg

### EP
- 2013 : Circo este ciudad
- 2013 : Il bucatesta
- 2018 : Bau bau ciudad (avec Flor Amargo)

### Singles
- 2021 : TATARALì (feat. Cacao Mental)
- 2022 : Sorriso